# Cantó de Rohrbach-lès-Bitche
El cantó de Rohrbach-lès-Bitche (1790-2014) era un cantó francès del departament del Mosel·la, situat al districte de Sarreguemines. Té 15 municipis i el cap és Rohrbach-lès-Bitche.

## Municipis
- Achen (Ache)
- Bettviller (Bettwiller)
- Bining (Bininge)
- Enchenberg (Enschebärsch)
- Etting
- Gros-Réderching (Gross Rederschinge)
- Kalhausen
- Lambach
- Montbronn (Mummere)
- Petit-Réderching (Klään Rederschinge)
- Rahling (Ralinge)
- Rohrbach-lès-Bitche
- Schmittviller
- Siersthal (Siirschel)
- Soucht (Sucht)

## Història
| Data d'elecció                           | Identitat         | Partit                     | Qualitat |
| ---------------------------------------- | ----------------- | -------------------------- | -------- |
| 1958-1970                                | Jean Seitlinger   | MRP, després Divers droite |          |
| 1970-1976                                | M. Schneider      | RI                         |          |
| 1976-1994                                | Jean Seitlinger   | UDF-CDS                    |          |
| 1994-2001                                | Raymond Rimlinger | Divers gauche              |          |
| 2001-2014                                | Daniel Zintz      | RPR, després UMP           |          |
| les dades anteriors no són pas conegudes |                   |                            |          |
|                                          |                   |                            |          |

## Demografia
| A partir de 1990 : Població sense dobles comptes |